# Sprouts
Sprouts er et spil, der spilles med blyant og papir. Spillet har vigtige matematiske egenskaber og er opfundet af de to matematikere John Horton Conway og Michael S. Paterson fra Cambridge University i begyndelsen af 1960'erne.

## Regler
Sprout spilles af to spillere, der skiftes til at foretage et træk. Et spil begynder med, at der er afsat nogle få prikker på et stykke papir, hvorpå en spiller forbinder to prikker (eller en prik med sig selv) med en streg og et sted på den tegnede linje afsætter en ny prik. Spillernes træk er styret af følgende regler:
- Linjen kan være lige eller kurvet, men må ikke berøre eller krydse en eksisterende linje eller den linje, der er ved at blive tegnet.
- Den nye prik kan afsættes hvor på linjen, det skal være, bortset fra start eller slutpunktet. Den nye prik deler derfor den tegnede streg op i to linjer.
- Ingen prik må have mere end tre linjer forbundet. Hvis man forbinder en prik med sig selv, tæller det som to forbindelser til prikken. Desuden har alle de nye prikker, der afsættes, automatisk to forbindelser.

Der findes to hovedvarianter af spillet: Normalt spil, hvor den der kan foretage den sidste lovlige forbindelse, vinder, og misère, hvor den der foretager det sidste lovlige træk, taber.